# Козловка (река, впадает в Любимовское озеро)
Козловка, ранее Кухайоки — река в России, протекает по Выборгскому району Ленинградской области. Впадает в Любимовское озеро. Длина реки составляет 10 км.
Козловка является звеном стока крупной системы озёр Карельского перешейка в Вуоксу, соединяя Михалёвское и Любимовское озёра.

## Данные водного реестра
По данным государственного водного реестра России относится к Балтийскому бассейновому округу, водохозяйственный участок реки — Водные объекты бассейна озера Ладожское без рек Волхов, Свирь и Сясь, речной подбассейн реки — Нева и реки бассейна Ладожского озера (без подбассейна Свирь и Волхов, российская часть бассейнов). Относится к речному бассейну реки Нева (включая бассейны рек Онежского и Ладожского озера).
Код объекта в государственном водном реестре — 01040300212102000009249.